# IDEF1

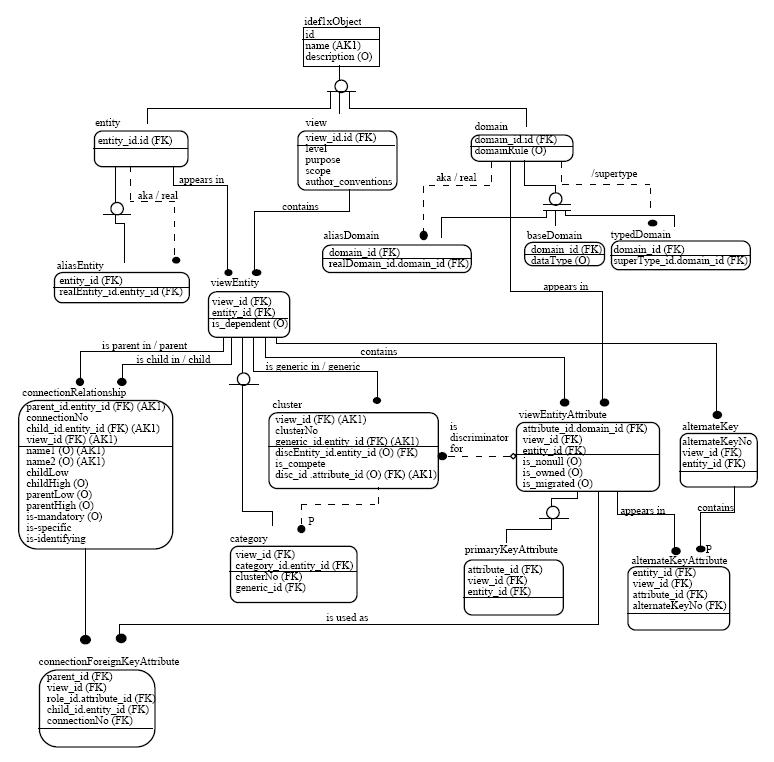
Пример

IDEF1 (integration definition for information modeling) — одна из методологий семейства IDEF. Применяется для построения информационной модели, которая представляет структуру информации, необходимой для поддержки функций производственной системы или среды.
Метод IDEF1, разработанный Т. Рэмей (T. Ramey), также основан на подходе П. Чена и позволяет построить модель данных, эквивалентную реляционной модели в третьей нормальной форме. В настоящее время на основе совершенствования методологии IDEF1 создана её новая версия — методология IDEF1X. IDEF1X разработана с учетом таких требований, как простота изучения и возможность автоматизации. IDEF1X-диаграммы используются рядом распространённых CASE-средств (в частности, ERwin, Design/IDEF).

## Источник
- IDEF